# ČSAD Česká Lípa
ČSAD Česká Lípa a.s. je autobusový dopravce. Provozuje část autobusové dopravy v okrese Česká Lípa. Od srpna či září 2006 měl na základě vítězství ve výběrovém řízení provozovat většinu autobusové dopravy v Ústeckém kraji, k tomu však nakonec nedošlo.
Firma byla zapsána do Obchodního rejstříku 26. listopadu 2004. Vznikla rozdělením společnosti ČSAD BUS Ústí nad Labem a.s.  podle Projektu rozdělení z 29. dubna 2004. Dalšími společnostmi vzniklými rozdělením byly Dopravní podnik Ústeckého kraje a.s. a BUS.COM a.s. Rozdělení souvisí i s tím, že okres Česká Lípa, patřící původně spolu s Ústím nad Labem do Severočeského kraje, se stal součástí jiného kraje, Libereckého.
Sídlo mají všechny tři firmy vzniklé rozdělením uvedeno v Praze 5-Barrandově (k. ú. Hlubočepy), v ulici Lumiérů (původně č. 1024/34a, od 26. července 2006 č. 181/41). Provozovna má adresu na autobusovém nádraží v České Lípě.
Ředitelem ČSAD Česká Lípa a. s. je David Mahdal, předsedou představenstva je Ing. Michal Jergl.
Firma je certifikována podle normy kvality ISO 9001:2000.

## Doprava na Českolipsku

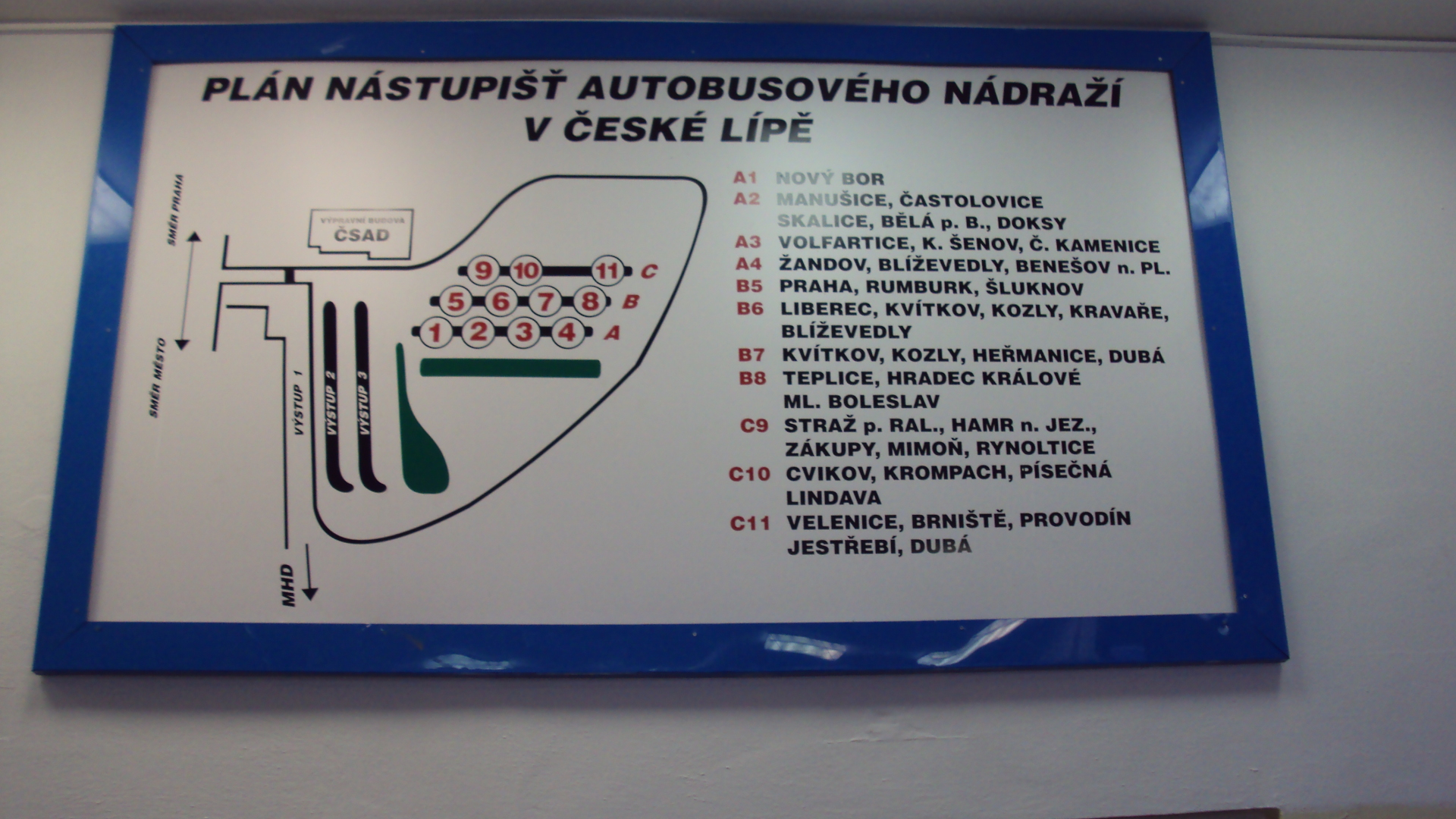
Plánek autobusových stanovišť v České Lípě

ČSAD Česká Lípa a. s. provozuje část regionální autobusové dopravy v okrese Česká Lípa. tj. asi 50 regionálních linek, včetně dvou linek MHD v Novém Boru.
Na linkách provozovaných v závazku veřejné služby si dopravce účtuje náklady ve výši 31 Kč/km.[kdy?]
Od prosince 2012 jsou na linkách IDOL č. 251, 252, 262, 281, 283, 290, 291, 292, 457 a 472 některé spoje provozovány v režimu radiobusu, na informačních letácích je tento systém nazván „poptávková doprava alias autobus na přání“; současně byla poptávková doprava zavedena i u ostatních dvou velkých autobusových dopravců v Libereckém kraji.
Provozuje též autobusová nádraží v České Lípě (využito 11 odjezdových stání, druhá skupina nástupních hran nevyužita) a v Novém Boru (12 odjezdových stání).
Provozní doba dispečinku je v pracovních dnech od 6 do 19 hodin a o nedělích a svátcích od 13 do 19 hodin.

## Krize v Ústeckém kraji v roce 2006

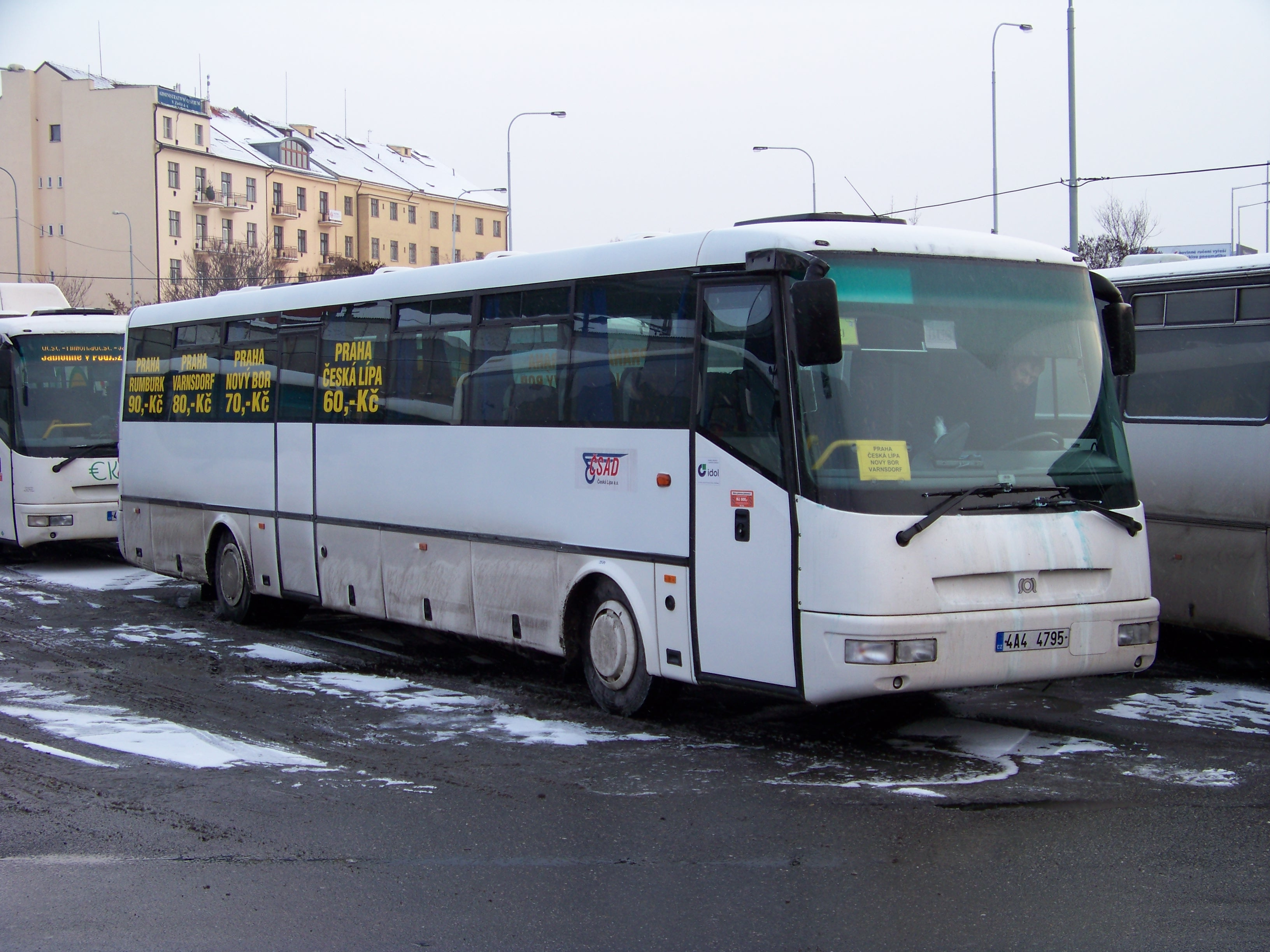
Autobus SOR z ČSAD Česká Lípa

31. ledna 2006 z důvodu dlouhotrvajícího sporu o výši dotací vypověděl Ústecký kraj Dopravnímu podniku Ústeckého kraje a. s. Smlouvu o závazku veřejné služby pro zajištění základní dopravní obslužnosti Ústeckého kraje veřejnou linkovou dopravou. Tento dopravce zajišťoval přibližně 80 % výkonů dotované autobusové dopravy v kraji. Kraj pro rok 2006 určil dotaci pro DP ÚK 180 milionů Kč stejně jako pro rok 2005, DP ÚK požadoval na rok 2006 úhradu prokazatelné ztráty ve výši 315 milionů Kč a tvrdil, že rozpočet určený krajem není v souladu se zákonnými povinnostmi kraje. Kraj však tvrdil, že i přes výpověď je dopravce povinen nadále provozovat dopravu až do konce platnosti licencí, tedy do roku 2010 nebo 2011, i když ji kraj nebude dotovat. DP ÚK účtoval kraji náklady 39 Kč/km (z toho přibližně 14 Kč/km je hrazeno z tržeb jízdného) a 10 Kč/km je tzv. přiměřený zisk určený na obnovu vozového parku. Obvyklé náklady účtované v jiných krajích činí 26–32 Kč/km. U spojů hrazených obcemi DP ÚK účtoval náklady pouze 27,29 Kč/km.
Kraj vyhlásil 3. dubna 2006 koncesní výběrová řízení na zajišťování základní dopravní obslužnosti v 15 oblastech kraje. Jediným kritériem výběru byla cena za ujetý kilometr. Podle mluvčí krajského úřadu se v každé z oblastí přihlásilo dva až pět dopravců, jejich jména však nebyla zveřejněna. Obálky s přihláškami otvíraly dvě komise 22. a 23. května 2006. Výsledek byl vyhlášen 30. května 2006.
DP ÚK se sice koncem termínu přihlásil do výběrových řízení ve všech 15 oblastech, ale zároveň požadoval jeho zrušení pro protizákonnost. Tvrdil, že smlouva o závazku veřejné služby podle zákona č. 111/1994 Sb. není koncesí podle zákona č. 40/2004 Sb. a není veřejnou zakázkou, ale službou obecného hospodářského zájmu, takže o závazky veřejné služby nelze soutěžit postupem dle zákona č. 40/2004 Sb., což údajně potvrdilo i stanovisko ÚOHS ze dne 22. července 2004. (Z podobného důvodu Ministerstvo dopravy zrušilo v březnu 2006 první kolo výběrového řízení na provozování některých železničních rychlíků.) Poukazoval na to, že nelze soutěžit o „nejnižší nabídkovou cenu“, neboť tento pojem zákon nezná, ale o ekonomicky nejvýhodnější nabídku posuzovanou ve vztahu k zákonem přesně definovanému pojmu prokazatelné ztráty (počítané podle nařízení vlády č. 493/2004 Sb.), a že vyhlášené výběrové řízení nezohledňuje kvalitativní stránku dopravy a nebere ohled na to, že současné licence jsou platné až do let 2010–2011.
Koncesní výběrová řízení ve všech 15 oblastech vyhrála ČSAD Česká Lípa a.s., která měla v té době stejného předsedu představenstva (Michal Jergl) a shodné složení dozorčí rady i některé členy představenstva jako DP ÚK a na diskusních stránkách na webech obou společností se za obě firmy vyjadřoval tentýž mluvčí Marek Ženkl. Společnost uspěla s udanou cenou nákladů 27,57 Kč/km. 2. června 2006 kraj s novým dopravcem uzavřel roční rámcovou smlouvu. 9. června 2006 dopravce požádal o licence k provozování linek. V srpnu 2006 uzavřel smlouvu o provozování autobusové dopravy v tomto kraji od 9. září 2006 do konce roku 2006, s možností prodloužení smlouvy do konce roku 2007.
Od 1. srpna 2006 do 18 hodin dne 4. srpna 2006 společnost DP ÚK přerušila provoz na linkách a spojích zajišťujících základní dopravní obslužnost s výjimkou spojů dotovaných přímo obcemi, tedy na 2685 spojích denně, na 199 linkách.

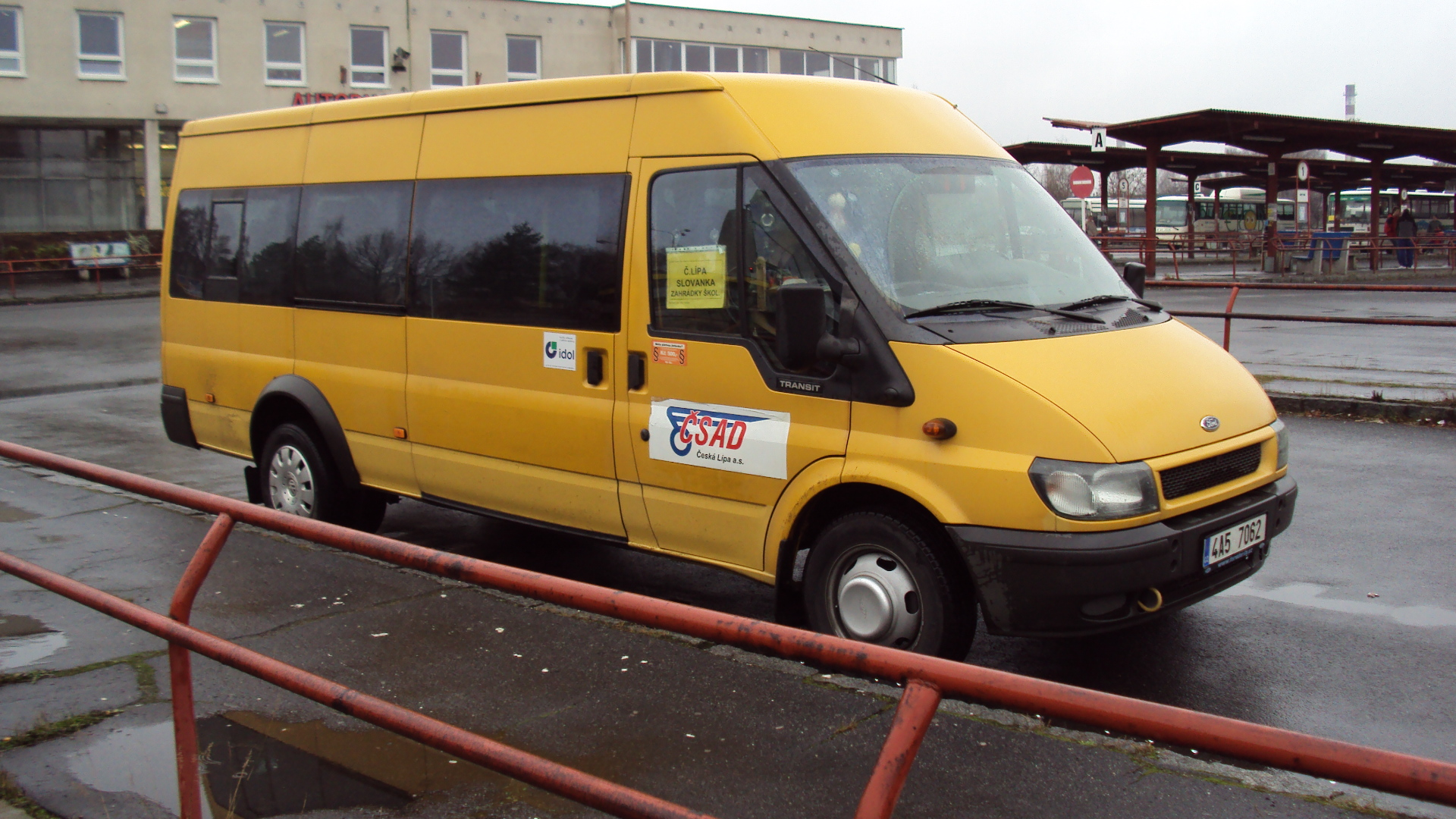
Mikrobus ČSAD Česká Lípa

27. července 2006 dopravce ČSAD ČL a. s. odeslal náměstkovi hejtmana Radku Vonkovi dopis, ve kterém sděluje, že společnost je připravena od 1. srpna 2006 provozovat dopravu v Ústeckém kraji. 1. srpna 2006 se údajně kraj s ČSAD Česká Lípa a.s. dohodl, že nový dopravce začne dopravu postupně zahajovat od 3. srpna 2006. 2. srpna 2006 vzala podle tiskové zprávy Ústeckého kraje ČSAD Česká Lípa a. s. zpět žádosti o vydání licencí na předmětné linky (podle jiných zpráv se proti rozhodnutí odvolala) s odůvodněním, že postup jejich vydávání a podmínky vyžadované krajem jsou protizákonné. Sám hejtman Šulc ve svém sdělení pro tisk začátkem srpna tvrdil: „Je to na hranici zákona, ale ministerstvo nám to schválilo.“ Neupřesnil však, kdo z ministerstva a na základě jaké pravomoci postup schválil ani v čem je postup na hranici zákona. Ministerstvo pro Hospodářské noviny toto tvrzení odmítlo potvrdit.
Dopravní podnik Ústeckého kraje již počátkem srpna 2006 převedl většinu ze svých řidičů do společnosti ĆSAD Česká Lípa a.s.
Pro dopravní obslužnost Ústeckého kraje má ČSAD Česká Lípa a. s. podle svého sdělení z 21. srpna 2006 připraveno 440 řidičů, 100 dalších pracovníků a přes 300 autobusů (přesný počet nebyl uveden). Na 25. srpna 2006 bylo domluveno další jednání, na němž ČSAD ČL má předat krajskému úřadu návrhy jízdních řádů.
K převzetí dopravy tímto dopravcem nakonec nedošlo, protože Ústecký kraj rámcovou smlouvu 6. září 2006 vypověděl s odůvodněním, že ČSAD Česká Lípa porušila své smluvní povinnosti tím, že řádně neusilovala o vydání licencí, protože vzala žádosti o licence zpět poté, co jí byla dne 1. srpna 2006 vystavena a doručena objednávka Ústeckého kraje, a neusilovala o schválení jízdních řádů na spoje uvedené v objednávce. Ve svém podání z 2. srpna 2006 a v souvisejících veřejných prohlášeních konstatovala, že věcný a časový rozsah objednávky je jiný, než bylo uvedeno v podmínkách koncesního řízení a že není schopna na základě objednávky zahájit dopravu v plném rozsahu hned od druhého dne. Kraj se přitom odvolával na tvrzení dopravce z přelomu července a srpna, že dopravce je schopen zahájit dopravu k 1. srpnu 2006, a na to, že na opětovné výzvy kraje odmítl svou připravenost potvrdit, zpochybňoval závaznost smlouvy a objednávek a domáhal se zrušení smlouvy pro její nezákonnost a uzavření nové smlouvy podle jeho návrhu.

## Vozidla
Původně měla ČSAD Česká Lípa a. s. kolem 100 autobusů, k převzetí dopravy v Ústeckém kraji potřebuje asi 300 dalších.
Na linkách firma používá autobusy SOR upravené na pohon zemním plynem s obchodní značkou Ekobus. Ekobus je sesterská firma ČSAD Česká Lípa a její zisk je de facto ziskem vlastníků ČSAD Česká Lípa a. s., který nákup autobusů vykazuje jako neziskovou činnost. Začátkem roku 2006 měla plynových autobusů kolem 20. V srpnu 2005 zakoupila první nízkopodlažní plynový EKOBUS INTERCITY plus.
Od 18. června 2005 jezdil v sezóně každý volný den jeden pár spojů mikrobusu s přívěsem na jízdní kola z Prahy do Mimoně a zpět.
Na prázdninové turistické lince 500300, provozované o volných dnech od 1. července 2006 ve spolupráci s Obecně prospěšnou společností České Švýcarsko, jezdil nízkokapacitní autobus BIOBUS mini od společnosti Ekobus a. s. na zemní plyn, zakoupený v roce 2005.
Ve čtvrtek 3. srpna 2006 v Plzeňském deníku vyšel inzerát znění: „ČSAD Česká Lípa a. s. hledá větší množství starších autobusů pro příměstskou linkovou dopravu (možnost přepravy kočárků, zavazadlový prostor). Požadujeme provozuschopný stav, platné emise a STK. Stáří vozidla nerozhoduje. Cenová relace 50 000 Kč, nabídněte.“'
Společnost byla v roce 2013 nominována za provozování své flotily autobusů s plynovým pohonem na prestižní ocenění Energy Globe Award ČR.

## Tarif a odbavovací systém

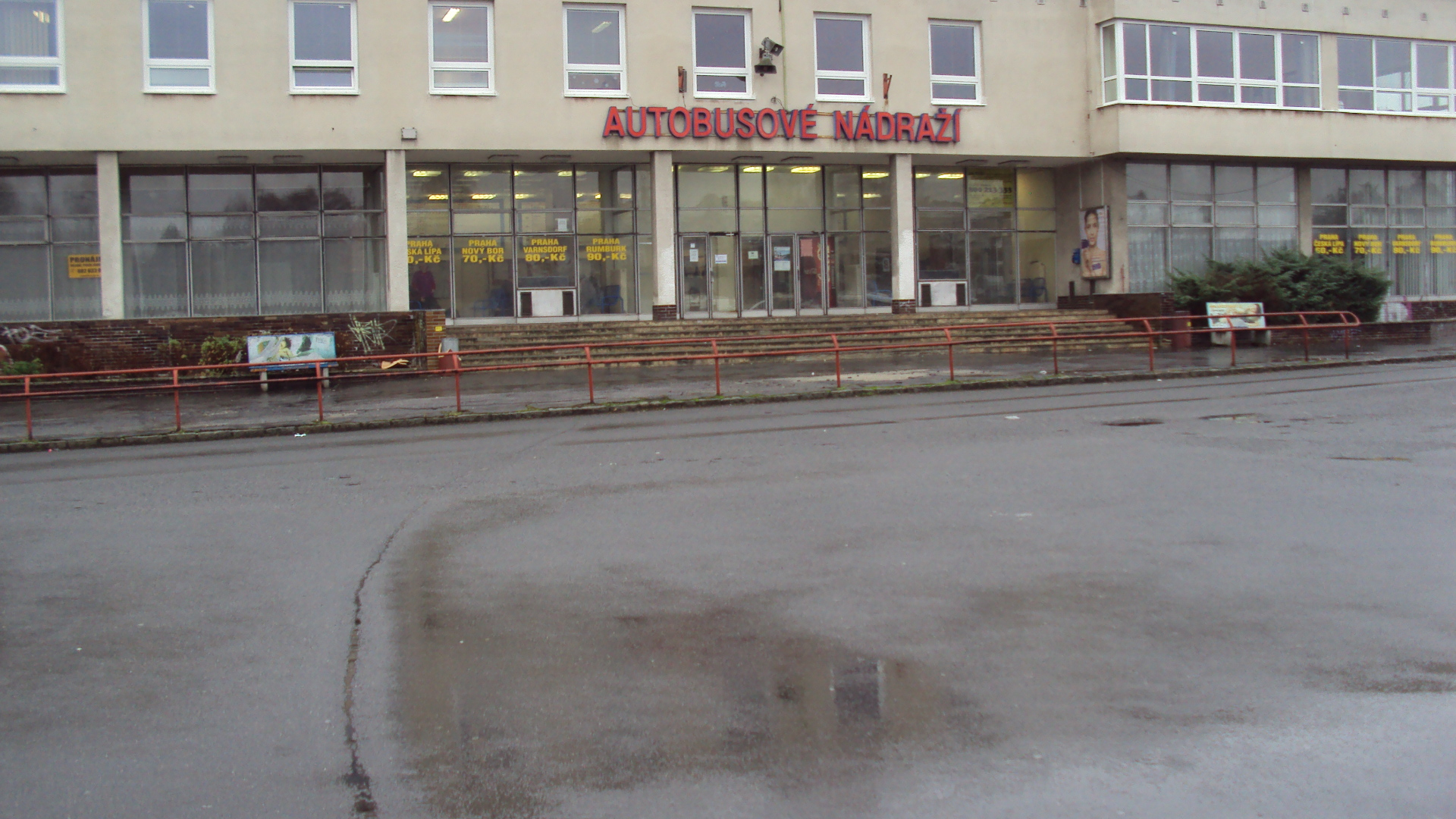
Autobusové nádraží v České Lípě v roce 2009 před rekonstrukcí

Na všech linkách je možné odbavování pomocí bezkontaktních čipových karet v rámci společného krajského systému Libereckého kraje, do nějž jsou zapojeny i ČSAD Semily, a. s., ČSAD Liberec, a. s. a ČSAD Jablonec, a. s. Čipová karta může sloužit jako předplatní jízdenka nebo jako elektronická peněženka, tedy k bezhotovostnímu placení jízdného. Čipové karty uznává i Dopravní podnik Ústeckého kraje a. s.
Na území Libereckého kraje jsou linky zařazeny do integrovaného systému IDOL.
Na úsecích mimo zóny IDOL platí základní ceník jízdného na linkách:
- 500250 Česká Lípa – Doksy – Bezděz – Bělá pod Bezdězem (zastávky v Bělé pod Bezdězem)
- 500280 Jablonné v Podještědí – Doksy – Dubá – Mělník – Praha (úsek Medonosy–Praha)
- 500284 Dubá – Štětí (Úštěk, Snědovice, Štětí)
- 500290 Česká Lípa – Žandov – Kravaře – Starý Šachov (zastávky ve Starém Šachově)
- 500454 Česká Lípa – Nový Bor – Rumburk (Lesné, Dolní Podluží, Varnsdorf, Rumburk)
- 500461 Nový Bor – Kamenický Šenov – Česká Kamenice (druhý ceník uveden asi omylem, všechny zastávky jsou v IDOL)
- 500462 Česká Lípa – Kamenický Šenov – Česká Kamenice (druhý ceník uveden asi omylem, všechny zastávky jsou v IDOL)
- 500482 Nový Bor – Polevsko – Kytlice (zastávky v Kytlici)
- 540440 Liberec – Nový Bor – Děčín (za Českou Kamenicí do Děčína)

Od 1.9.2023 z důvodu poptávky autobusu do POP Airport (Tuchoměřice Outlet) zavedena tato nová linka. 
- 100414 Nádraží Veleslavín - Divoká Šárka - Tuchoměřice Outlet (jediná linka v této zastávce s pásmem B ostatní linky pásmo 1) – Terminál 1 - (Pouze školní spoje ve Dnech vyučování) - Tuchoměřice Obecní úřad - Středokluky u Školy (tyto spoje nejedou přes Terminál 1).

Speciální tarif platí pro tři linky jezdící mimo Českolipsko:
- 155711 Praha – Roudnice nad Labem
- 250090 Mělník – Mladá Boleslav
- 250091 Mělník – Dolní Beřkovice – Roudnice nad Labem

Tento ceník má kilometrická pásma až do vzdálenosti 160 km (základní ceník jen do vzdálenosti 110 km) a jízdné je dražší (například na vzdálenost 110 km v roce 2013 činí 108 Kč oproti 96 Kč v základním ceníku, v pásmu do 30 km má sazbu 40 Kč oproti 30 Kč v základním ceníku).
Na lince 500490 Nový Bor – Česká Lípa – Mělník – Praha platí pro jízdy vně území IDOL (úsek Medonosy – Praha) ještě levnější jízdné a k tomu speciální relační jízdné pro jízdy z Prahy a do Prahy.

#### Krize v Ústeckém kraji roku 2006
- Luděk Stínil: Kraj hledá nového dopravce (Severočeské noviny, 3. 2. 2006)
- Doprava: pro kraj tvrdý oříšek (Severočeské noviny, 10. 3. 2006)
- Dopravní podnik Ústeckého kraje a.s. je pro kraj nedůvěryhodný partner Tisková zpráva Ústeckého kraje, 22. 3. 2006
- Ústecký kraj vypíše výběrové řízení na autobusového dopravce (ČTK, 23. 3. 2006)
- Ústecký kraj vypověděl smlouvu největšímu autobusovému dopravci (ihned.cz, 30. 3. 2006)
- Blanka Růžičková, Jiří Kučera: Ústecký kraj - ve válce se nediskutuje (Ekonom, 31. 3. 2006)
- Kraj vypsal konkurz na nové dopravce (Severočeské noviny, 4. 4. 2006)
- Patnáct komisí vybere dopravce pro Ústecký kraj (Ústecký deník, 3. 5. 2006)
- Hejtman Šulc: Vyhlášení koncesního řízení na nového dopravce v kraji bylo krokem správným směrem (Ústecký kraj, tisková zpráva z 24. 5. 2006)
- Ústecký kraj vybral nového dopravce (Ústecký kraj, tisková zpráva z 30. 5. 2006)
- V kraji bude jezdit ČSAD Česká Lípa, Ústecký kraj vybral jako nového dopravce ČSAD Česká Lípa (Severočeské noviny a inoviny.cz, 31. 5. 2006)
- Luděk Stínil: V regionu bude autobusovou dopravu provozovat společnost ČSAD Česká Lípa (Severočeské noviny, 1. 6. 2006)
- Hejtman Jiří Šulc podepsal smlouvu s novým dopravcem ČSAD Česká Lípa (Ústecký kraj, tisková zpráva z 2. 6. 2006)
- Nový autobusový dopravce se připravuje na převzetí autobusových spojů v kraji (Ústecký kraj, tisková zpráva z 31. 7. 2006)
- Autobusy na Ústecku nevyjedou ani zítra, i když to kraj sliboval (Novinky.cz, 2. 8. 2006)
- Spor o dotace: 2685 autobusů nejelo (Hospodářské noviny, 2. 8. 2006)
- Vít Pokorný: Kterak si ODS v Ústí nad Labem představuje veřejné služby (Britské listy, 3. 8. 2006)
- Smluvní autobusový dopravce ČSAD Česká Lípa, a.s. je připraven nahradit DPÚK (Ústecký kraj, tisková zpráva z 1. 8. 2006)
- ČSAD Česká Lípa ještě tento týden vyjede (Ústecký kraj, tisková zpráva z 1. 8. 2006)
- Jiří Šulc : Vyzval jsem ČSAD Česká Lípa k maximální součinnosti (Ústecký kraj, tisková zpráva z 2. 8. 2006)
- Dopravce ČSAD Česká Lípa vzal zpět svou žádost o licence (Ústecký kraj, tisková zpráva z 3. 8. 2006)
- Inzerát na nákup autobusů (Plzeňský deník, 3. 8. 2006)
- Zdeněk Vališ: Autobusová krize naznačuje, že se stala systémová chyba (Český rozhlas, 4. 8. 2006)
- Představitelé Ústeckého kraje jednali se zástupci ČSAD Česká Lípa (Ústecký kraj, tisková zpráva z 21. 8. 2006)
- Ústecký dopravní podnik končí s autobusovou dopravou (BUSportál, 25. 8. 2006)
- Krajští radní jednali o zajištění veřejné autobusové dopravy na mimořádné schůzi (Ústecký kraj, tisková zpráva z 25. 8. 2006)